# Breesport
Breesport es un lugar designado por el censo ubicado en el condado de Chemung en el estado estadounidense de Nueva York. En el año 2010 tenía una población de 626 habitantes.

## Geografía
Breesport se encuentra ubicado en las coordenadas 42°10′26″N 76°44′4″O / 42.17389, -76.73444.